# Райлли, Пэт
Па́трик (Пэт) Ра́йлли (англ. Patrick 'Pat' Reilly; 7 ноября 1873 — 9 апреля 1937) — ирландский футбольный тренер, который был первым тренером клуба «Данди Хиберниан», позже переименованного в «Данди Юнайтед».

## Биография
Райлли родился в семье ирландцев в Данди, он был старшим из пяти детей. Он был продавцом и производителем велосипедов вместе со своим отцом и двумя младшими братьями. Семья жила в Вест-Энд, штат Данди, где у Райлли был веломагазин.

## Карьера
В 1909 году Райлли приехал в Шотландию и в том же году стал тренером вновь образованного футбольного клуба «Данди Хиберниан». Райлли, как первый тренер, сыграл важную роль в становлении клуба.